# ジェローム・シングルトン
ジェローム・シングルトン（Jerome Singleton、1986年7月7日 - ）は、アメリカ合衆国のサウスカロライナ州グリーンウッド出身のパラリンピック陸上選手。2008年の北京パラリンピックには男子100mに参加、南アフリカ共和国のオスカー・ピストリウスの11秒17に肉薄する11秒20のタイムで銀メダルを獲得した。また、4×100mリレーにはジム・ボブ・ビッゼル、ブライアン・フレージャー、ケイシー・ティッブスと共に出場し金メダルを獲得している。
高校時代には、アメリカンフットボールやバスケットボール、陸上競技などで活躍し、2004年に高校を卒業した後はモアハウス大学に入学し、数学や応用物理学を学ぶと共に陸上競技にも専念するようになった。